# Nicaragua ai Giochi della XX Olimpiade
Il Nicaragua partecipò ai Giochi della XX Olimpiade che si sono svolti a Monaco di Baviera dal 26 agosto all'11 settembre 1972, con una delegazione di otto atleti impegnati tre discipline: atletica leggera, judo e pugilato. Portabandiera fu il giavellottista Don Vélez, che lo era stato anche a Città del Messico 1968.
Fu la seconda partecipazione di questo paese ai Giochi estivi. Non fu conquistata nessuna medaglia.